# Василий Блаженный

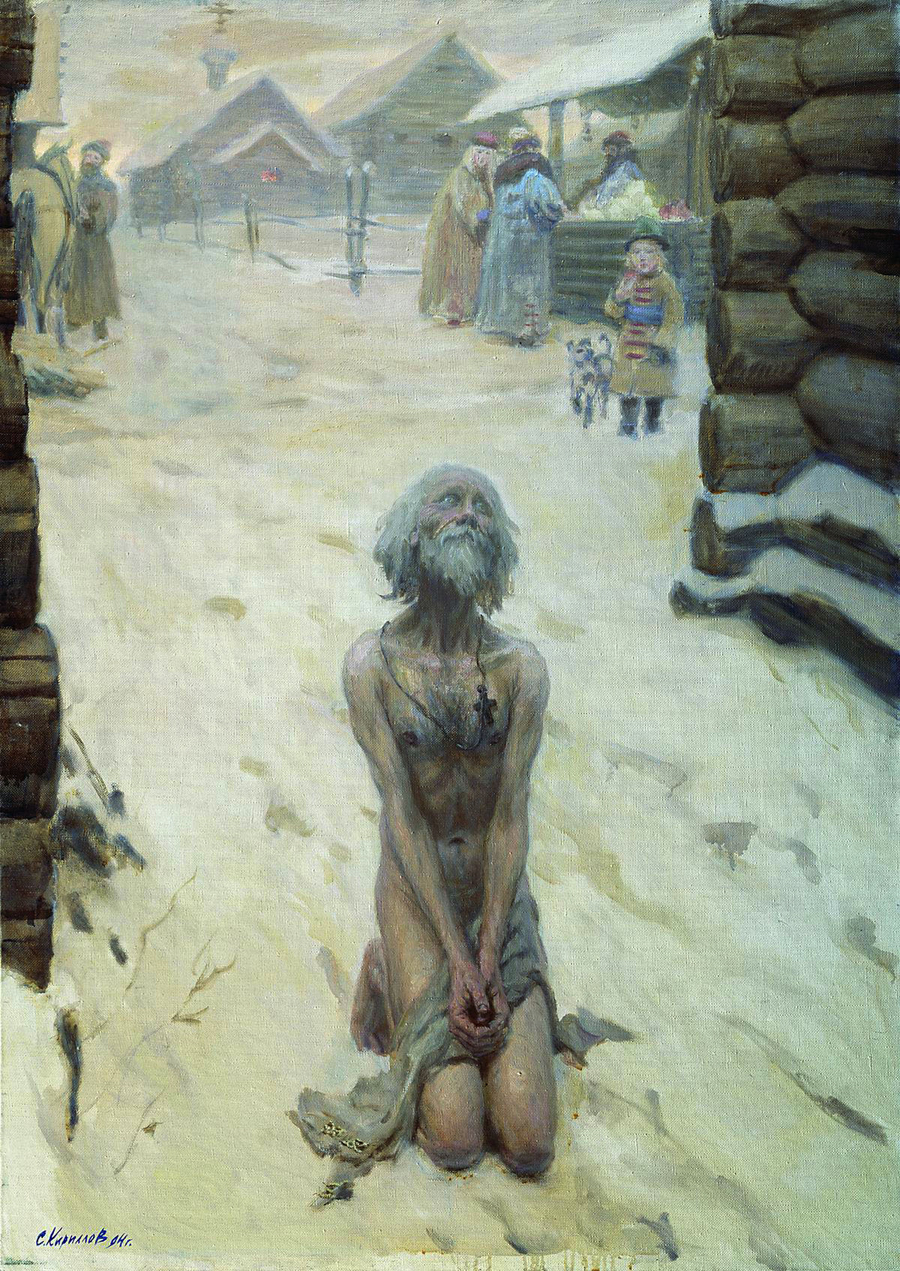
Сергей Кириллов. «Василий Блаженный (Моление)». Третья часть трилогии «Святая Русь». 1994

Васи́лий Блаже́нный (также Василий Нагой; конец 1462/1468, село Елохово под Москвой — 2 августа 1557 (?), Москва) — русский, московский юродивый; святой, канонизирован в 1588 году, тогда же его мощи были перенесены в Покровский собор, что на Рву (в народе — храм Василия Блаженного). Ему приписывают дар предвидения и множество чудес, как при жизни, так и после смерти.

## Жизнеописание
Наряду с ранним («полным») житием Василия Блаженного, опубликованным в 1600 году, существует и позднее житие, созданное в XVIII веке, которое представляет собой собрание народных рассказов о Василии и принадлежит к литературе и городскому фольклору.
Василий родился в конце 1462 или 1468 года в селе Елохово (сейчас — в городской черте Москвы). Его родители, крестьяне Иаков и Анна, отдали Василия в обучение сапожному мастерству.
В 16 лет Василий оставил хозяина и мастерство и начал подвиг юродства, без крова и одежды, подвергая себя великим лишениям, отягчая тело веригами. Житие Блаженного описывает, как он и словом и примером учил народ нравственной жизни.

### Чудеса
- Как повествует его житие, трудолюбивый и богобоязненный юноша Василий был удостоен дара прозрения, который обнаружился случайно: к хозяину Василия пришёл человек заказывать сапоги и просил сделать такие, которые сгодились бы на несколько лет. Василий при этом улыбнулся. На вопрос хозяина, что означала улыбка, Василий загадкой ответил, что человек, заказывавший сапоги на несколько лет, умрёт завтра, что и случилось[3].
- Однажды воры, заметив, что святой одет в хорошую шубу, подаренную ему неким боярином, задумали обманом выманить её у него; один из них притворился мёртвым, а другие просили у Василия на погребение. Тот покрыл притворщика своей шубой, но, видя обман, сказал при этом: «Шуба лисья, хитрая, укрой дело лисье, хитрое. Буди же ты отныне мёртв за лукавство, ибо писано: лукавии да потребятся». Когда лихие люди сняли со своего дружка шубу, то увидели, что он уже мёртв[3].
- Однажды Блаженный Василий разбросал на базаре калачи у одного калачника, и тот сознался, что в муку подмешивал мел и известь[3].
- В «Степенной книге» рассказывается, что летом 1547 года Василий пришёл в Вознесенский монастырь на Остроге (ныне — Воздвиженка) и перед церковью долго молился со слезами. На следующий день начался известный московский пожар, именно с этого монастыря[3].
- Василий Блаженный, получив от царя Иоанна Грозного в угощение «некое питие», выплеснул одну за другой две чаши за окно. Царю, который был разгневан этим поступком, он сказал, что так он потушил пожар в Новгороде. Специально посланный из Москвы в Новгород гонец подтвердил, что в городе видели над начавшимся пожаром образ нагого человека, тушившего огонь. Однако это предание содержится в Шепаревском списке жития Василия Блаженного и в описании прижизненных чудес блаженного, которые являются поздними (после XVII века) и ненадёжными источниками[4].
- Рассказывали, что на глазах потрясённых богомольцев Василий Блаженный разбил камнем чудотворный образ Божией Матери на Варварских воротах. Оказалось, что на доске под святым изображением был нарисован чёрт[5].

### Отношения с царём
Царь Иван Васильевич Грозный чтил и боялся Блаженного, «яко провидца сердец и мыслей человеческих». Когда незадолго до кончины Василий тяжело заболел, сам царь посещал его с царицей Анастасией.
Василий скончался 2 августа, наиболее вероятно, 1557 года (иногда упоминается 1552 год). Сам царь с боярами нёс его одр (устар. ложе); митрополит Макарий совершил погребение. Тело Блаженного было похоронено на кладбище Троицкой церкви, что во Рву, где царь Иван Грозный указал (подписал указ) построить Покровский собор. Собор ныне известен под названием храма Василия Блаженного.

## Память

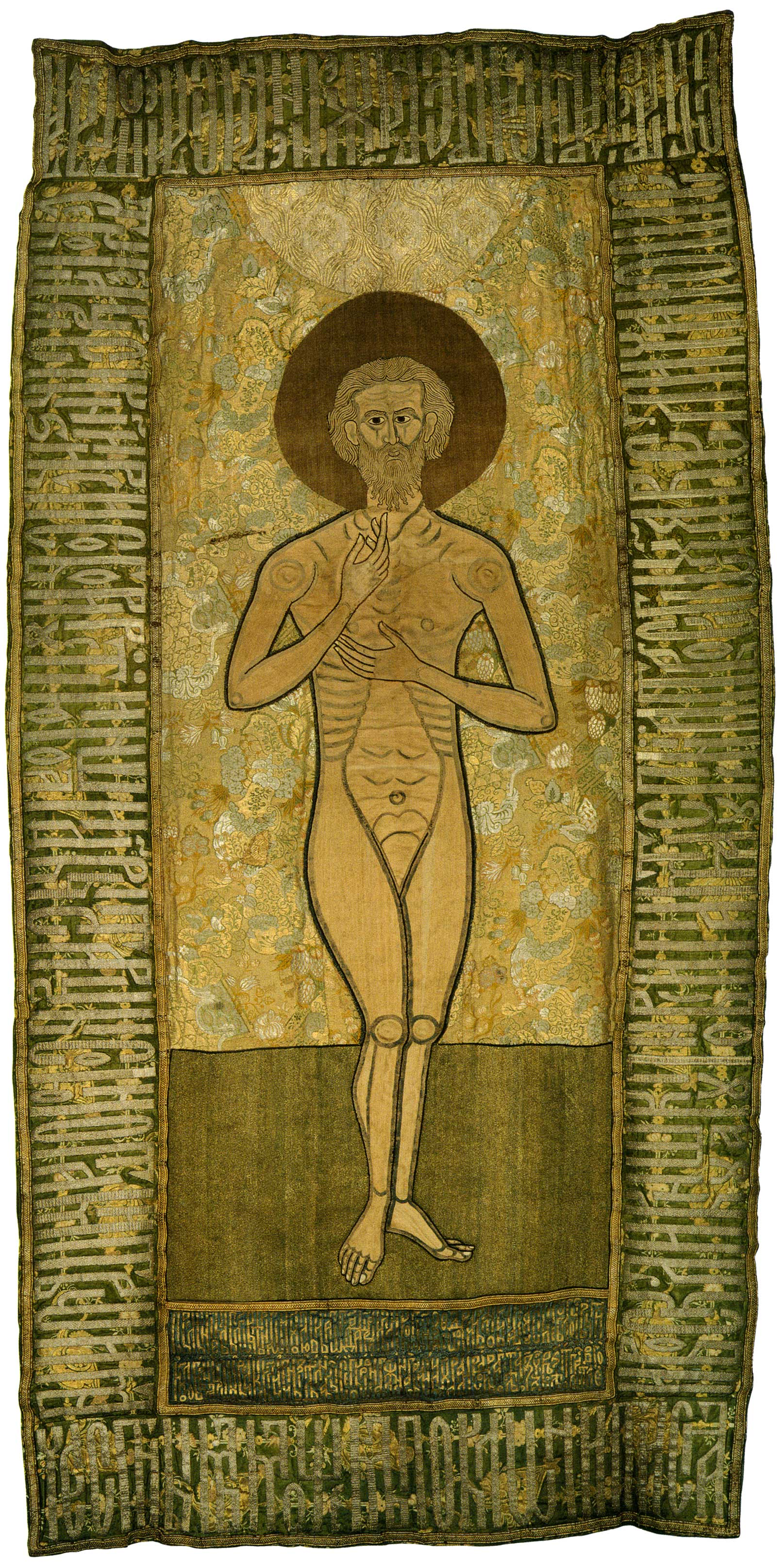
Святой Василий Блаженный, пелена, 1589 год

Скоро после смерти появились первые иконописные изображения блаженного Василия.

### Собор имени святого
Собор Покрова Пресвятой Богородицы, что на Рву, начали строить в 1555 году по приказу царя Ивана Грозного в память взятия Казани. В год канонизации святого (1588) по повелению царя Фёдора Иоанновича к Покровскому храму была пристроена церковь (придел) в честь Василия Блаженного — на месте, где он был погребён, о чём повествует стилизованная надпись на стене этой церкви. Над мощами святого, перенесёнными в церковь, соорудили серебряную раку.
С 1588 года стали говорить о чудесах, совершающихся у гроба Блаженного Василия. Вследствие этого патриарх Иов определил праздновать память чудотворца в день его кончины, 2 августа. Память Василия Блаженного в Москве праздновалась с большой торжественностью: служил сам патриарх и при богослужении присутствовал обыкновенно сам царь.
Традицию продолжает патриарх Московский и всея Руси: после 1991 года у раки святого во храме 15 августа совершается ежегодный молебен.